# 1re étape du Tour d'Italie 2022
Pour un article plus général, voir Tour d'Italie 2022.
La 1re étape du Tour d'Italie 2022 se déroule le vendredi 6 mai 2022 entre Budapest et Visegrád, en Hongrie, sur une distance de 195 km. Elle a été remportée par le Néerlandais Mathieu van der Poel (Alpecin Fenix).

## Parcours
Cette première étape a un profil relativement plat, à travers les plaines hongroises, avec deux sprints intermédiaires situés à Székesffhérvár (km 75,3) et à Esztergom (km 167,5). Une fois ce dernier passé, l'itinéraire longe le Danube, avant de gravir l'unique ascension répertoriée de la journée, au bout duquel la ligne d'arrivée est tracée, au niveau du château royal de Visegrád (5 km à 5 %, 4C). La victoire d'étape convient à un sprinteur - puncheur.

## Déroulement de la course
Partis au kilomètre zéro, les deux Italiens de la Drone Hopper-Androni Giocattoli Mattia Bais et Filippo Tagliani creusent rapidement l'écart avec le peloton, qui avoisine au maximum les onze minutes, au bout de seulement 30 kilomètres.
Au sprint intermédiaire de Székesffhérvár, Tagliani passe en tête devant son coéquipier ; avec quatre minutes et cinquante-quatre secondes d'avance sur le peloton, dans lequel l'Italien Giacomo Nizzolo (Israel-Premier Tech) devance le Français Arnaud Démare (Groupama FDJ) et le Belge Bert Van Lerberghe (Quick-Step Alpha Vinyl).
Au sprint intermédiaire d'Esztergom, Bais passe en tête devant son coéquipier ; derrière, le peloton passe avec trente-quatre secondes de retard, mené par le Belge Thomas De Gendt (Lotto-Soudal), qui devance son coéquipier et compatriote Sylvain Moniquet ; tous deux appartenant au train du sprinteur australien Caleb Ewan, candidat à la victoire d'étape.
Les deux coureurs de front sont finalement repris par le peloton à 14 kilomètres du terme. A 3 700 mètres de l'arrivée, le Belge Lawrence Naesen (AG2R Citroën) tente d'attaquer de loin, il est rapidement rejoint par l'Allemand Lennard Kämna (Bora Hansgrohe), parti à 2 500 mètres du but. Après une légère chute en queue de peloton, plusieurs sprinteurs ne parviennent plus à suivre le peloton, à l'instar d'Arnaud Démare. Le coureur allemand est repris peu après la flamme rouge.
Le Néerlandais Mathieu van der Poel (Alpecin Fenix) fait parler toute sa puissance pour s'imposer au sprint devant l'Érythréen Biniam Girmay (Intermarché-Wanty-Gobert Matériaux) ; derrière, Caleb Ewan, alors troisième, chute à trente mètres de la ligne, après avoir touché la roue arrière de ce dernier.
Aux différents classements, Mathieu van der Poel hérite du premier maillot rose de cette 105e édition du Tour d'Italie, il récupère également le maillot cyclamen et celui du meilleur grimpeur. Agé de 22 ans, Biniam Girmay possède le maillot blanc. Au classement par équipes, INEOS Grenadiers tient la première place.

## Résultats

### Classement de l'étape
| \| Classement de l'étape \| Classement de l'étape \| Classement de l'étape \| Classement de l'étape \| Classement de l'étape \| \| Coureur \| Coureur \| Pays \| Équipe \| Temps \| \| --------------------- \| --------------------- \| --------------------- \| ---------------------------------- \| --------------------- \| \| 1er \| Mathieu van der Poel \| Pays-Bas \| Alpecin-Fenix \| 4 h 35 min 28 s \| \| 2e \| Biniam Girmay \| Érythrée \| Intermarché-Wanty-Gobert Matériaux \| + 0 s \| \| 3e \| Pello Bilbao \| Espagne \| Bahrain Victorious \| + 0 s \| \| 4e \| Magnus Cort Nielsen \| Danemark \| EF Education-EasyPost \| + 0 s \| \| 5e \| Wilco Kelderman \| Pays-Bas \| Bora-Hansgrohe \| + 0 s \| \| 6e \| Richard Carapaz \| Équateur \| Ineos Grenadiers \| + 0 s \| \| 7e \| Bauke Mollema \| Pays-Bas \| Trek-Segafredo \| + 0 s \| \| 8e \| Diego Ulissi \| Italie \| UAE Team Emirates \| + 0 s \| \| 9e \| Andrea Vendrame \| Italie \| AG2R Citroën Team \| + 4 s \| \| 10e \| Mattias Skjelmose \| Danemark \| Trek-Segafredo \| + 4 s \| |                      |          |                                    |                 |
| |                      |          |                                    |                 |
| Source : ProCyclingStats |                      |          |                                    |                 |
| Classement de l'étape |                      |          |                                    |                 |
| Coureur | Coureur              | Pays     | Équipe                             | Temps           |
| 1er | Mathieu van der Poel | Pays-Bas | Alpecin-Fenix                      | 4 h 35 min 28 s |
| 2e | Biniam Girmay        | Érythrée | Intermarché-Wanty-Gobert Matériaux | + 0 s           |
| 3e | Pello Bilbao         | Espagne  | Bahrain Victorious                 | + 0 s           |
| 4e | Magnus Cort Nielsen  | Danemark | EF Education-EasyPost              | + 0 s           |
| 5e | Wilco Kelderman      | Pays-Bas | Bora-Hansgrohe                     | + 0 s           |
| 6e | Richard Carapaz      | Équateur | Ineos Grenadiers                   | + 0 s           |
| 7e | Bauke Mollema        | Pays-Bas | Trek-Segafredo                     | + 0 s           |
| 8e | Diego Ulissi         | Italie   | UAE Team Emirates                  | + 0 s           |
| 9e | Andrea Vendrame      | Italie   | AG2R Citroën Team                  | + 4 s           |
| 10e | Mattias Skjelmose    | Danemark | Trek-Segafredo                     | + 4 s           |

### Points attribués pour le classement par points
| Sprint intermédiaire Székesfehérvár (km 75,3) | Sprint intermédiaire Székesfehérvár (km 75,3) | Sprint intermédiaire Székesfehérvár (km 75,3) | Sprint intermédiaire Székesfehérvár (km 75,3) | Sprint intermédiaire Székesfehérvár (km 75,3) |
| --------------------------------------------- | --------------------------------------------- | --------------------------------------------- | --------------------------------------------- | --------------------------------------------- |
|                                               | Coureur                                       | Pays                                          | Équipe                                        | Point(s)                                      |
| 1er                                           | Filippo Tagliani                              | Italie                                        | Drone Hopper-Androni Giocattoli               | 12                                            |
| 2e                                            | Mattia Bais                                   | Italie                                        | Drone Hopper-Androni Giocattoli               | 8                                             |
| 3e                                            | Giacomo Nizzolo                               | Italie                                        | Israel-Premier Tech                           | 6                                             |
| 4e                                            | Arnaud Démare                                 | France                                        | Groupama-FDJ                                  | 5                                             |
| 5e                                            | Bert Van Lerberghe                            | Belgique                                      | Quick-Step Alpha Vinyl                        | 4                                             |
| 6e                                            | Mark Cavendish                                | Grande-Bretagne                               | Quick-Step Alpha Vinyl                        | 3                                             |
| 7e                                            | Fernando Gaviria                              | Colombie                                      | UAE Emirates                                  | 2                                             |
| 8e                                            | Sacha Modolo                                  | Italie                                        | Bardiani CSF Faizanè                          | 1                                             |
| modifier                                      |                                               |                                               |                                               |                                               |

| Arrivée d'étape Visegrád (km 195) | Arrivée d'étape Visegrád (km 195) | Arrivée d'étape Visegrád (km 195) | Arrivée d'étape Visegrád (km 195)  | Arrivée d'étape Visegrád (km 195) |
| --------------------------------- | --------------------------------- | --------------------------------- | ---------------------------------- | --------------------------------- |
|                                   | Coureur                           | Pays                              | Équipe                             | Point(s)                          |
| 1er                               | Mathieu van der Poel              | Pays-Bas                          | Alpecin-Fenix                      | 50                                |
| 2e                                | Biniam Girmay                     | Érythrée                          | Intermarché-Wanty-Gobert Matériaux | 35                                |
| 3e                                | Pello Bilbao                      | Espagne                           | Bahrain Victorious                 | 25                                |
| 4e                                | Magnus Cort                       | Danemark                          | EF Education-EasyPost              | 18                                |
| 5e                                | Wilco Kelderman                   | Pays-Bas                          | Bora-Hansgrohe                     | 14                                |
| 6e                                | Richard Carapaz                   | Équateur                          | Ineos Grenadiers                   | 12                                |
| 7e                                | Bauke Mollema                     | Pays-Bas                          | Trek-Segafredo                     | 10                                |
| 8e                                | Diego Ulissi                      | Italie                            | UAE Emirates                       | 8                                 |
| 9e                                | Andrea Vendrame                   | Italie                            | AG2R Citroën                       | 7                                 |
| 10e                               | Mattias Skjelmose                 | Danemark                          | Trek-Segafredo                     | 6                                 |
| 11e                               | Jhonatan Narváez                  | Équateur                          | Ineos Grenadiers                   | 5                                 |
| 12e                               | Valerio Conti                     | Italie                            | Astana Qazaqstan                   | 4                                 |
| 13e                               | Vincenzo Albanese                 | Italie                            | Eolo-Kometa                        | 3                                 |
| 14e                               | João Almeida                      | Portugal                          | UAE Emirates                       | 2                                 |
| 15e                               | Ben Tulett                        | Grande-Bretagne                   | Ineos Grenadiers                   | 1                                 |
| modifier                          |                                   |                                   |                                    |                                   |

### Points attribués pour le classement du meilleur grimpeur
| \| Visegrád (km 195) 4e catégorie (5,5 km à 4,2%) \| Visegrád (km 195) 4e catégorie (5,5 km à 4,2%) \| Visegrád (km 195) 4e catégorie (5,5 km à 4,2%) \| Visegrád (km 195) 4e catégorie (5,5 km à 4,2%) \| Visegrád (km 195) 4e catégorie (5,5 km à 4,2%) \| \| ---------------------------------------------- \| ---------------------------------------------- \| ---------------------------------------------- \| ---------------------------------------------- \| ---------------------------------------------- \| \| \| Coureur \| Pays \| Équipe \| Point(s) \| \| 1er \| Mathieu van der Poel \| Pays-Bas \| Alpecin-Fenix \| 3 \| \| 2e \| Biniam Girmay \| Érythrée \| Intermarché-Wanty-Gobert \| 2 \| \| 3e \| Pello Bilbao \| Espagne \| Bahrain Victorious \| 1 \| \| modifier \| \| \| \| \| |                      |          |                          |          |
| Visegrád (km 195) 4e catégorie (5,5 km à 4,2%) |                      |          |                          |          |
| | Coureur              | Pays     | Équipe                   | Point(s) |
| 1er | Mathieu van der Poel | Pays-Bas | Alpecin-Fenix            | 3        |
| 2e | Biniam Girmay        | Érythrée | Intermarché-Wanty-Gobert | 2        |
| 3e | Pello Bilbao         | Espagne  | Bahrain Victorious       | 1        |
| modifier |                      |          |                          |          |

### Points attribués pour le classement des sprints intermédiaires
| Sprint intermédiaire Székesfehérvár (km 75,3) | Sprint intermédiaire Székesfehérvár (km 75,3) | Sprint intermédiaire Székesfehérvár (km 75,3) | Sprint intermédiaire Székesfehérvár (km 75,3) | Sprint intermédiaire Székesfehérvár (km 75,3) |
| --------------------------------------------- | --------------------------------------------- | --------------------------------------------- | --------------------------------------------- | --------------------------------------------- |
|                                               | Coureur                                       | Pays                                          | Équipe                                        | Point(s)                                      |
| 1er                                           | Filippo Tagliani                              | Italie                                        | Drone Hopper-Androni Giocattoli               | 10                                            |
| 2e                                            | Mattia Bais                                   | Italie                                        | Drone Hopper-Androni Giocattoli               | 6                                             |
| 3e                                            | Giacomo Nizzolo                               | Italie                                        | Israel-Premier Tech                           | 3                                             |
| 4e                                            | Arnaud Démare                                 | France                                        | Groupama-FDJ                                  | 2                                             |
| 5e                                            | Bert Van Lerberghe                            | Belgique                                      | Quick-Step Alpha Vinyl                        | 1                                             |
| modifier                                      |                                               |                                               |                                               |                                               |

| Sprint intermédiaire Esztergom (km 167,5) | Sprint intermédiaire Esztergom (km 167,5) | Sprint intermédiaire Esztergom (km 167,5) | Sprint intermédiaire Esztergom (km 167,5) | Sprint intermédiaire Esztergom (km 167,5) |
| ----------------------------------------- | ----------------------------------------- | ----------------------------------------- | ----------------------------------------- | ----------------------------------------- |
|                                           | Coureur                                   | Pays                                      | Équipe                                    | Point(s)                                  |
| 1er                                       | Mattia Bais                               | Italie                                    | Drone Hopper-Androni Giocattoli           | 10                                        |
| 2e                                        | Filippo Tagliani                          | Italie                                    | Drone Hopper-Androni Giocattoli           | 6                                         |
| 3e                                        | Thomas De Gendt                           | Belgique                                  | Lotto-Soudal                              | 3                                         |
| 4e                                        | Sylvain Moniquet                          | Belgique                                  | Lotto-Soudal                              | 2                                         |
| 5e                                        | Alessandro Covi                           | Italie                                    | UAE Emirates                              | 1                                         |
| modifier                                  |                                           |                                           |                                           |                                           |

### Bonifications
|   | Coureur          | Pays     | Équipe                          | Secondes |
| - | ---------------- | -------- | ------------------------------- | -------- |
| 1 | Mattia Bais      | Italie   | Drone Hopper-Androni Giocattoli | 3 s      |
| 2 | Filippo Tagliani | Italie   | Drone Hopper-Androni Giocattoli | 2 s      |
| 3 | Thomas De Gendt  | Belgique | Lotto-Soudal                    | 1 s      |

|   | Coureur              | Pays     | Équipe                             | Secondes |
| - | -------------------- | -------- | ---------------------------------- | -------- |
| 1 | Mathieu van der Poel | Pays-Bas | Alpecin-Fenix                      | 10 s     |
| 2 | Biniam Girmay        | Érythrée | Intermarché-Wanty-Gobert Matériaux | 6 s      |
| 3 | Pello Bilbao         | Espagne  | Bahrain Victorious                 | 4 s      |

## Classements à l'issue de l'étape

### Classement général
| \| Classement général \| Classement général \| Classement général \| Classement général \| Classement général \| \| Coureur \| Coureur \| Pays \| Équipe \| Temps \| \| ------------------ \| -------------------- \| ------------------ \| ---------------------------------- \| ------------------ \| \| 1er \| Mathieu van der Poel \| Pays-Bas \| Alpecin-Fenix \| 4 h 35 min 18 s \| \| 2e \| Biniam Girmay \| Érythrée \| Intermarché-Wanty-Gobert Matériaux \| + 4 s \| \| 3e \| Pello Bilbao \| Espagne \| Bahrain Victorious \| + 6 s \| \| 4e \| Magnus Cort Nielsen \| Danemark \| EF Education-EasyPost \| + 10 s \| \| 5e \| Wilco Kelderman \| Pays-Bas \| Bora-Hansgrohe \| + 10 s \| \| 6e \| Richard Carapaz \| Équateur \| Ineos Grenadiers \| + 10 s \| \| 7e \| Bauke Mollema \| Pays-Bas \| Trek-Segafredo \| + 10 s \| \| 8e \| Diego Ulissi \| Italie \| UAE Team Emirates \| + 10 s \| \| 9e \| Andrea Vendrame \| Italie \| AG2R Citroën Team \| + 14 s \| \| 10e \| Mattias Skjelmose \| Danemark \| Trek-Segafredo \| + 14 s \| |                      |          |                                    |                 |
| |                      |          |                                    |                 |
| Source : ProCyclingStats |                      |          |                                    |                 |
| Classement général |                      |          |                                    |                 |
| Coureur | Coureur              | Pays     | Équipe                             | Temps           |
| 1er | Mathieu van der Poel | Pays-Bas | Alpecin-Fenix                      | 4 h 35 min 18 s |
| 2e | Biniam Girmay        | Érythrée | Intermarché-Wanty-Gobert Matériaux | + 4 s           |
| 3e | Pello Bilbao         | Espagne  | Bahrain Victorious                 | + 6 s           |
| 4e | Magnus Cort Nielsen  | Danemark | EF Education-EasyPost              | + 10 s          |
| 5e | Wilco Kelderman      | Pays-Bas | Bora-Hansgrohe                     | + 10 s          |
| 6e | Richard Carapaz      | Équateur | Ineos Grenadiers                   | + 10 s          |
| 7e | Bauke Mollema        | Pays-Bas | Trek-Segafredo                     | + 10 s          |
| 8e | Diego Ulissi         | Italie   | UAE Team Emirates                  | + 10 s          |
| 9e | Andrea Vendrame      | Italie   | AG2R Citroën Team                  | + 14 s          |
| 10e | Mattias Skjelmose    | Danemark | Trek-Segafredo                     | + 14 s          |

| Classement par points | Classement par points | Classement par points | Classement par points              | Classement par points |
| Coureur               | Coureur               | Pays                  | Équipe                             | Points                |
| --------------------- | --------------------- | --------------------- | ---------------------------------- | --------------------- |
| 1er                   | Mathieu van der Poel  | Pays-Bas              | Alpecin-Fenix                      | 50 pts                |
| 2e                    | Biniam Girmay         | Érythrée              | Intermarché-Wanty-Gobert Matériaux | 35 pts                |
| 3e                    | Pello Bilbao          | Espagne               | Bahrain Victorious                 | 25 pts                |
| 4e                    | Magnus Cort Nielsen   | Danemark              | EF Education-EasyPost              | 18 pts                |
| 5e                    | Wilco Kelderman       | Pays-Bas              | Bora-Hansgrohe                     | 14 pts                |
| 6e                    | Richard Carapaz       | Équateur              | Ineos Grenadiers                   | 12 pts                |
| 7e                    | Filippo Tagliani      | Italie                | Drone Hopper-Androni Giocattoli    | 12 pts                |
| 8e                    | Bauke Mollema         | Pays-Bas              | Trek-Segafredo                     | 10 pts                |
| 9e                    | Diego Ulissi          | Italie                | UAE Team Emirates                  | 8 pts                 |
| 10e                   | Mattia Bais           | Italie                | Drone Hopper-Androni Giocattoli    | 8 pts                 |

| Classement par points | Classement par points | Classement par points | Classement par points              | Classement par points |
| Coureur               | Coureur               | Pays                  | Équipe                             | Points                |
| --------------------- | --------------------- | --------------------- | ---------------------------------- | --------------------- |
| 1er                   | Mathieu van der Poel  | Pays-Bas              | Alpecin-Fenix                      | 50 pts                |
| 2e                    | Biniam Girmay         | Érythrée              | Intermarché-Wanty-Gobert Matériaux | 35 pts                |
| 3e                    | Pello Bilbao          | Espagne               | Bahrain Victorious                 | 25 pts                |
| 4e                    | Magnus Cort Nielsen   | Danemark              | EF Education-EasyPost              | 18 pts                |
| 5e                    | Wilco Kelderman       | Pays-Bas              | Bora-Hansgrohe                     | 14 pts                |
| 6e                    | Richard Carapaz       | Équateur              | Ineos Grenadiers                   | 12 pts                |
| 7e                    | Filippo Tagliani      | Italie                | Drone Hopper-Androni Giocattoli    | 12 pts                |
| 8e                    | Bauke Mollema         | Pays-Bas              | Trek-Segafredo                     | 10 pts                |
| 9e                    | Diego Ulissi          | Italie                | UAE Team Emirates                  | 8 pts                 |
| 10e                   | Mattia Bais           | Italie                | Drone Hopper-Androni Giocattoli    | 8 pts                 |

| Classement du meilleur jeune | Classement du meilleur jeune | Classement du meilleur jeune | Classement du meilleur jeune       | Classement du meilleur jeune |
| Coureur                      | Coureur                      | Pays                         | Équipe                             | Temps                        |
| ---------------------------- | ---------------------------- | ---------------------------- | ---------------------------------- | ---------------------------- |
| 1er                          | Biniam Girmay                | Érythrée                     | Intermarché-Wanty-Gobert Matériaux | 4 h 35 min 22 s              |
| 2e                           | Mattias Skjelmose            | Danemark                     | Trek-Segafredo                     | + 10 s                       |
| 3e                           | Jhonatan Narváez             | Équateur                     | Ineos Grenadiers                   | + 10 s                       |
| 4e                           | João Almeida                 | Portugal                     | UAE Team Emirates                  | + 10 s                       |
| 5e                           | Ben Tulett                   | Royaume-Uni                  | Ineos Grenadiers                   | + 10 s                       |
| 6e                           | Mauri Vansevenant            | Belgique                     | Quick-Step Alpha Vinyl             | + 10 s                       |
| 7e                           | Felix Gall                   | Autriche                     | AG2R Citroën Team                  | + 10 s                       |
| 8e                           | Mauro Schmid                 | Suisse                       | Quick-Step Alpha Vinyl             | + 10 s                       |
| 9e                           | Attila Valter                | Hongrie                      | Groupama-FDJ                       | + 10 s                       |
| 10e                          | Santiago Buitrago            | Colombie                     | Bahrain Victorious                 | + 10 s                       |

| Classement du meilleur jeune | Classement du meilleur jeune | Classement du meilleur jeune | Classement du meilleur jeune       | Classement du meilleur jeune |
| Coureur                      | Coureur                      | Pays                         | Équipe                             | Temps                        |
| ---------------------------- | ---------------------------- | ---------------------------- | ---------------------------------- | ---------------------------- |
| 1er                          | Biniam Girmay                | Érythrée                     | Intermarché-Wanty-Gobert Matériaux | 4 h 35 min 22 s              |
| 2e                           | Mattias Skjelmose            | Danemark                     | Trek-Segafredo                     | + 10 s                       |
| 3e                           | Jhonatan Narváez             | Équateur                     | Ineos Grenadiers                   | + 10 s                       |
| 4e                           | João Almeida                 | Portugal                     | UAE Team Emirates                  | + 10 s                       |
| 5e                           | Ben Tulett                   | Royaume-Uni                  | Ineos Grenadiers                   | + 10 s                       |
| 6e                           | Mauri Vansevenant            | Belgique                     | Quick-Step Alpha Vinyl             | + 10 s                       |
| 7e                           | Felix Gall                   | Autriche                     | AG2R Citroën Team                  | + 10 s                       |
| 8e                           | Mauro Schmid                 | Suisse                       | Quick-Step Alpha Vinyl             | + 10 s                       |
| 9e                           | Attila Valter                | Hongrie                      | Groupama-FDJ                       | + 10 s                       |
| 10e                          | Santiago Buitrago            | Colombie                     | Bahrain Victorious                 | + 10 s                       |

| Classement par équipes | Classement par équipes             | Classement par équipes | Classement par équipes |
| Équipe                 | Équipe                             | Pays                   | Temps                  |
| ---------------------- | ---------------------------------- | ---------------------- | ---------------------- |
| 1re                    | Ineos Grenadiers                   | Royaume-Uni            | 13 h 46 min 32 s       |
| 2e                     | UAE Team Emirates                  | Émirats arabes unis    | + 0 s                  |
| 3e                     | Trek-Segafredo                     | États-Unis             | + 0 s                  |
| 4e                     | Bora-Hansgrohe                     | Allemagne              | + 0 s                  |
| 5e                     | Bahrain Victorious                 | Bahreïn                | + 0 s                  |
| 6e                     | Astana Qazaqstan Team              | Kazakhstan             | + 4 s                  |
| 7e                     | Jumbo-Visma                        | Pays-Bas               | + 4 s                  |
| 8e                     | AG2R Citroën Team                  | France                 | + 12 s                 |
| 9e                     | Intermarché-Wanty-Gobert Matériaux | Belgique               | + 15 s                 |
| 10e                    | Quick-Step Alpha Vinyl             | Belgique               | + 19 s                 |

| Classement par équipes | Classement par équipes             | Classement par équipes | Classement par équipes |
| Équipe                 | Équipe                             | Pays                   | Temps                  |
| ---------------------- | ---------------------------------- | ---------------------- | ---------------------- |
| 1re                    | Ineos Grenadiers                   | Royaume-Uni            | 13 h 46 min 32 s       |
| 2e                     | UAE Team Emirates                  | Émirats arabes unis    | + 0 s                  |
| 3e                     | Trek-Segafredo                     | États-Unis             | + 0 s                  |
| 4e                     | Bora-Hansgrohe                     | Allemagne              | + 0 s                  |
| 5e                     | Bahrain Victorious                 | Bahreïn                | + 0 s                  |
| 6e                     | Astana Qazaqstan Team              | Kazakhstan             | + 4 s                  |
| 7e                     | Jumbo-Visma                        | Pays-Bas               | + 4 s                  |
| 8e                     | AG2R Citroën Team                  | France                 | + 12 s                 |
| 9e                     | Intermarché-Wanty-Gobert Matériaux | Belgique               | + 15 s                 |
| 10e                    | Quick-Step Alpha Vinyl             | Belgique               | + 19 s                 |

## Abandons
Aucun